# Le Prince et moi
Pour plus de détails, voir Fiche technique et Distribution.
Le Prince et moi (The Prince and Me) est une comédie romantique américaine de Martha Coolidge sortie directement en vidéo en 2004.
Elle raconte l'histoire du prince Edward, héritier du Danemark, qui tombe amoureux de Paige Morgan, une fille de fermiers qui fait des études de médecine. Désirant l'épouser et en faire la future reine de son pays, le jeune prince doit d'abord la présenter à ses sévères parents.
Le Prince et moi marque le retour de Martha Coolidge au grand écran après sept ans d'absence. Il sera suivi de trois autres films, avec Kam Heskin dans le rôle de Paige Morgan : Le Prince et moi : Mariage royal (2006), Le Prince et moi : Lune de miel à la montagne (2008) et Le Prince et moi : À la recherche de l'éléphant sacré (2009).

## Synopsis
Edward, l’insouciant prince héritier du Danemark, néglige ses responsabilités pour alterner courses de voitures et aventures d’un soir. Inspiré par une publicité à la télé sur les prétendues filles faciles du Wisconsin, il décide aussitôt de s’inscrire dans la fac de médecine de cet État. Dès le 1er jour, il rencontre la sérieuse et ambitieuse Paige Morgan, dont les parents sont fermiers. Malgré des débuts pour le moins difficiles, le prince danois et la roturière américaine tombent peu à peu amoureux, mais, avant de pouvoir épouser la future médecin, le futur roi doit d'abord la présenter à ses parents, qui ne connaissent que trop bien sa réputation de play-boy.

## Fiche technique
- Titre original : The Prince and Me
- Titre français : Le Prince et moi
- Réalisation : Martha Coolidge
- Scénario : Jack Amiel, Michael Begler et Katherine Fugate, d'après une histoire de Mark Amin et Katherine Fugate
- Musique : Jennie Muskett
- Direction artistique : James H. Spencer
- Costumes : Magali Guidasci
- Photographie : Alex Nepomniaschy
- Montage : Steven Cohen
- Production : Mark Amin
- Sociétés de production : Paramount Pictures, Lionsgate Films, Sobini Films, Epsilon Motion Pictures, Stillking Films
- Société de distribution :  Paramount Pictures
- Pays de production :  États-Unis
- Langue originale : anglais
- Format : couleur  (DeLuxe) — 35 mm (Panavision) — 1,85:1 — son DTS Dolby Digital
- Genre :  Comédie romantique
- Durée : 105 minutes
- Dates de première diffusion :
  - États-Unis : 2 avril 2004
  - Belgique : 21 juillet 2004
  - France :  1er juin 2006

## Distribution
- Julia Stiles (V.Q. : Camille Cyr-Desmarais) : Paige Morgan
- Luke Mably (V.Q. : Patrice Dubois) : le prince Edward
- Ben Miller (V.Q. : Alain Zouvi) : Søren
- Miranda Richardson (V.Q. : Marie-Andrée Corneille) : la reine Rosalind
- James Fox (V.Q. : Vincent Davy) : le roi Haraald
- Alberta Watson (V.Q. : Élise Bertrand) : Amy Morgan
- John Bourgeois (V.Q. : Jean-Luc Montminy) : Ben Morgan
- Zachary Knighton : John Morgan
- Stephen O'Reilly : Mike Morgan
- Elisabeth Waterston : Beth Curtis
- Eliza Bennett (V.Q. : Rosemarie Houde) : la princesse Arabella
- Devin Ratray : Scotty
- Clare Preuss : Stacey
- Yaani King : Amanda
- Eddie Irvine : lui-même
- Angelo Tsarouchas : Stu
- Jacques Tourangeau : le professeur Amiel
- Stephen Singer : le professeur Begler

Source : Version québécoise (V.Q.)

## Réception
L'agrégateur de critiques Rotten Tomatoes rapporte un score global de 28% basé sur 123 critiques, avec une note moyenne de 4,8/10. Le consensus des critiques du site se lit comme suit : « Une réalisation fade, légère et prévisible de satisfaction de vœux ». Sur Metacritic, le film obtient une moyenne pondérée de 47 sur 100, basée sur 31 critiques, indiquant « des critiques mitigées ou moyennes ». Les audiences sondées par CinemaScore donnent au film une note moyenne de « B+ » sur une échelle de A+ à F.
David Sterritt du Christian Science Monitor donne au film une critique positive, le qualifiant de « plutôt attrayant, grâce à un jeu d'acteur de bonne humeur et au style de réalisation discret de Martha Coolidge ». Pendant ce temps, Manohla Dargis du Los Angeles Times donne au film une critique négative, le qualifiant de « un conte de fées légèrement distrayant, chaste et grammaticalement déficient ». USA Today rapporte que The Prince & Me est globalement « bien intentionné, mignon, doux » mais que le film aurait pu être amélioré avec « un peu plus de singularité et un peu moins de formule ».